# 올림픽 코소보 선수단
올림픽 코소보 선수단은 코소보를 대표하여 올림픽에 참가하는 선수단이다. 코소보는 2016년 회원국으로 올림픽에 데뷔했다. 코소보 팀은 코소보 올림픽 위원회(OCK)에 의해 조직되어 1992년에 창단되었으며 2014년 12월 9일 국제 올림픽 위원회의 승인을 받았다. 데뷔전에서 첫 메달을 획득했다. 2016년 유도 선수 마즐린다 켈멘디(Majlinda Kelmendi)가 여자 -52kg 부문에서 금메달을 획득했다. 2020년 도쿄 올림픽 여자 유도 -57kg급에서 노라 자코바(Nora Gjakova)가 금메달을 획득했고, 여자 유도 -48kg급에서 디스트리아 크라스니키(Distria Krasniqi)가 금메달을 획득했다.

## 참고 자료
- (영어) “Kosovo”. International Olympic Committee.